# Порт, Март Янович
Март Янович Порт (эст. Mart Port; 4 января 1922, Пярну — 3 февраля 2012) — советский, эстонский архитектор, педагог. Лауреат Государственной премии Эстонской ССР (1972) и Государственной премии СССР (1986).

## Биография
Март Порт родился в семье эстонского ботаника Яана Порта (1891—1950).
В 1940 году поступил в Таллинский политехнический институт.
Во время войны был мобилизован, воевал в Красной Армии. Был награждён медалью «За боевые заслуги». После войны продолжил обучение, окончил институт в 1950 году.
До 1990 года работал в государственном проектном институте «Ээсти Проект», с 1961 по 1989 год занимал должность главного архитектора.
С 1961 по 1992 год был преподавателем Эстонской академии художеств, в 1977 году получил звание профессора.
С 1955 по 1979 год был председателем Союза архитекторов Эстонской ССР(эст. Eesti NSV Arhitektide Liit).
Умер 3 февраля 2012 года в Таллине. Похоронен на таллинском Лесном кладбище.

## Архитектурные работы
Март Порт составил генеральный план застройки Таллина, Тарту и Вильянди. Был главным планировщиком новых жилых районов Таллина Вяйке-Ыйсмяэ и Ласнамяэ, а также автором проектов различных типов зданий советской строительной индустрии (жилые дома, школы, культурные центры, универмаги, детские учреждения).
Среди наиболее известных проектов: здание ЦК Коммунистической партии Эстонской ССР в Таллине на современной площади Исландии, в котором сейчас находится МИД Эстонии (вместе с Рейном Карпом и Ольгой Кончаевой, 1964—1968), первой таллинской высотки — гостиницы Виру (в соавторстве с Хенно Сепманн, 1972). Автор обелиска борцам за советскую власть в Эстонии на Маарьямяги (1960) на берегу Таллинского залива.
В составе интернационального коллектива принимал участие в проектировании Славутича для работников Чернобыльской АЭС. Один из микрорайонов города застроен по эстонскому проекту, за что в 1988 году получил Золотую медаль ВДНХ СССР. Для восстанавливаемого после землетрясения армянского Спитака спроектировал жилой район и дома́ в местных национальных традициях.

## Награды и звания
- Заслуженный деятель искусств Эстонской ССР (1965)
- Народный архитектор СССР (1978)[9]
- Государственная премия СССР (1986) — за архитектуру жилого района Вяйке-Ыйсмяэ в Таллине
- Государственная премия Эстонской ССР (1978)[10]
- Орден Отечественной войны II степени (1985)
- Орден Дружбы народов (1982)
- Орден Белой звезды 4 класса (2002)[11]
- Медаль «За боевые заслуги» (1943)
- Золотая медаль ВДНХ СССР (1988)

## Галерея

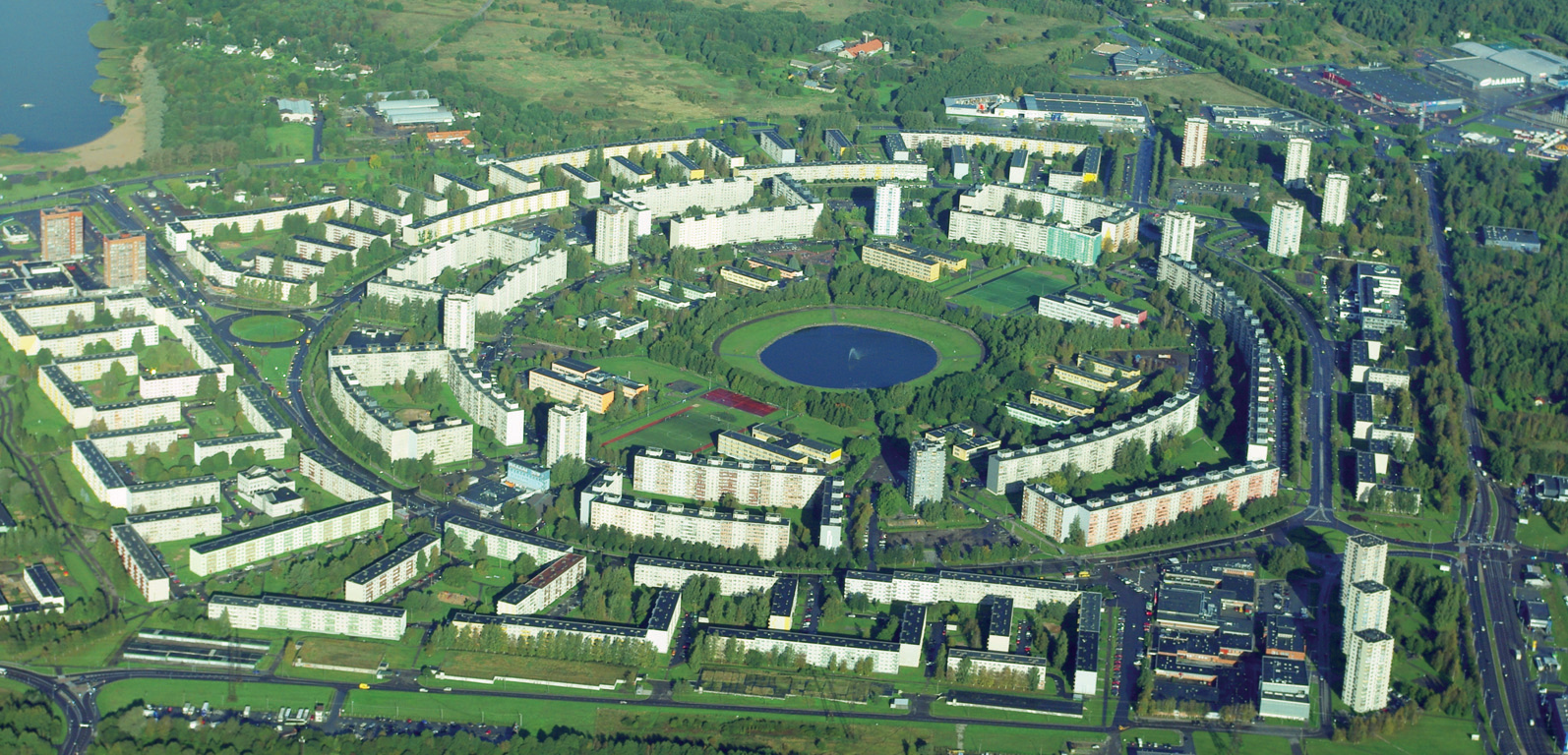
Аэрофото микрорайона Вяйке-Йысмяэ
Гостиница «Виру» (ныне — Sokos Hotel Viru)
Здание ЦК КП Эстонии (ныне — Министерства иностранных дел Эстонии)
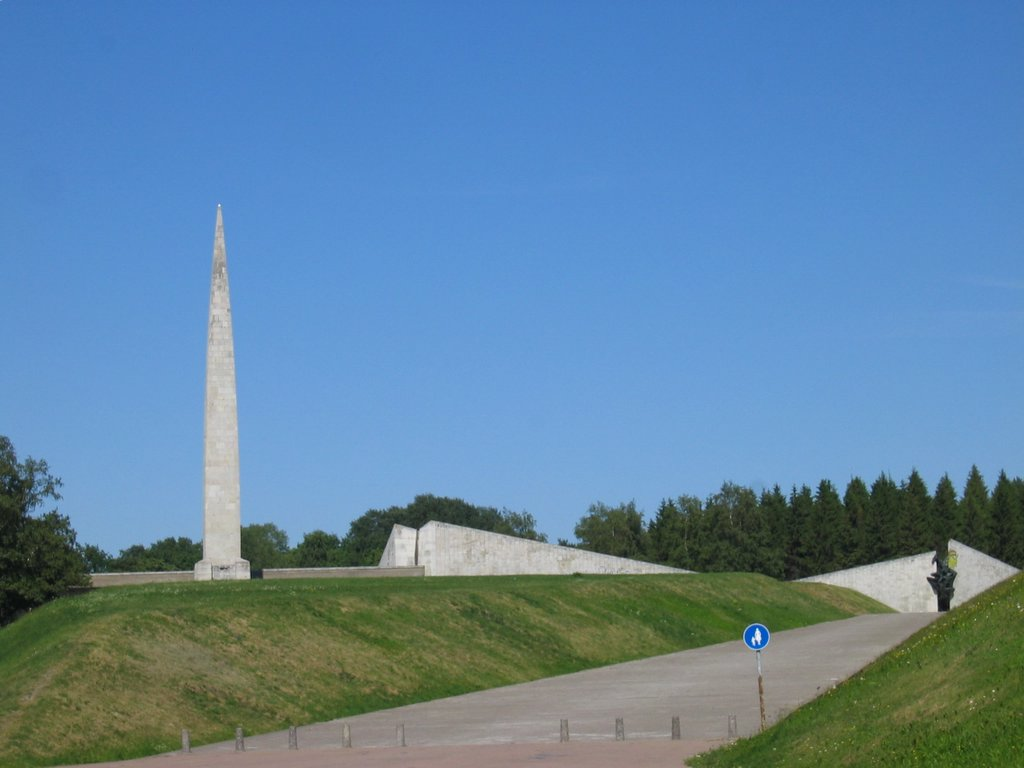
Мемориал борцам за советскую власть в Эстонии «Маарьямяги»

## Книги
- «В Англии взглядом архитектора», (1966)
- «Архитектура Советской Эстонии» (1983)